# La Passante
Pour plus de détails, voir Fiche technique et Distribution.
La Passante est un film français réalisé par Henri Calef en 1950, sorti en 1951.

## Résumé
Une femme se dirige d'un pas pressé vers la gare de Montargis pour prendre un train pour Paris. C'est Madeleine Lemoine qui vient de tuer son mari. Ayant raté son train, elle accepte l'offre de François Malard, capitaine de la péniche La Berceuse de l'amener à Paris sur son bateau. Dès les premiers regards, les jeunes gens se sont aimés, sous l'œil envieux du matelot Jeanjean. Forte de cet amour, Mado décide de se livrer à la police. Malard l'attendra.

## Fiche technique
- Titre : La Passante
- Réalisation : Henri Calef, assisté de Stany Cordier
- Scénario : d'après le roman de Serge Groussard, La Femme sans passé
- Adaptation : Henri Calef, Serge Groussard
- Dialogues : Serge Groussard
- Photographie : Jacques Lemare
- Opérateur : Gustave Raulet
- Musique : Marcel Landowski
- Montage : Denise Baby
- Son : René Longuet
- Maquillage : Marcel Bordenave, Hagop Arakelian
- Photographe de plateau : Marcel Bouguereau
- Script-girl : Claude Vériat
- Régisseur général : Marcel Bryau
- Tournage du 21 août au 24 octobre 1950
- Production : Les Films Marceau, Gloria Films, Sonodis (France)
- Format : Noir et blanc — 35 mm — 1,37:1 — Son mono
- Chef de production : Guy Lacour
- Directeur de production : Paul Pantaléon
- Distribution : Les Films Marceau
- Durée : 102 min
- Genre : Drame
- Première présentation : 
  -  - 18 mai 1951
- Affiche : Roger Cartier (France)

## Distribution
- Henri Vidal : François Malard, capitaine de la péniche
- Maria Mauban : Madeleine Lemoine / Hélène
- Daniel Ivernel : Jeanjean, le matelot de la péniche
- Jane Marken : Mme Pomont
- Noël Roquevert : M. Pomont
- Dora Doll : Irma
- Marcelle Géniat : Mme Iturbe
- Jean Marchat : Maître Darbel
- Annette Poivre : Jeannette
- Robert Dalban : Le trafiquant
- Pierre Sergeol : Le policier
- Louis de Funès : L'éclusier
- Colette Georges : Mlle Pomont
- Solange Certain : Paulette
- Jacques Dynam : Le poinçonneur
- Maurice Blanchot : L'épicier
- Gilberte Géniat : La téléphoniste
- Jean Sylvère : Le comptable
- Francis Carco : le narrateur
- Philippe Dumat